# Escobaria zilziana
Escobaria zilziana är en kaktusväxtart som först beskrevs av Boed., och fick sitt nu gällande namn av Curt Backeberg. Escobaria zilziana ingår i släktet Escobaria och familjen kaktusväxter. Inga underarter finns listade i Catalogue of Life.